# Schinopsis quebracho-colorado
Schinopsis quebracho-colorado, також часто Schinopsis lorentzii — дерево з твердою деревиною, походить з Гран-Чако — субртропічних районів Парагваю, Аргентини і Болівії.

## Опис
Дерева досягають висоти 25 м та товщини 1,5 м. Щільність деревини дуже висока — 1,170 кг/м³.

## Спосіб життя
Світлолюбна та сухостійка рослина, з коротким листопадним періодом. Ростуть повільно, відомі дерева віком до 250 років.
Деревину цього виду поїдають жуки-вусачі (Basiptera castainepennis, Dihamaphora bruchi, Brasilianus murinus, Brasilianus lacordairei, Sphaerion sp., Eburia quadrilineata, Achryson surinamum, Achryson undulatum), златки (Chrysobotris holochalcea, Tylauchenia crassicollis), каптурники (Xyloprista hexacantha) тощо.

## Ареал
Панівна рослина в західній сухій частині Гран-Чако в Аргентині. Також поширена на півдні Болівії та в Парагваї.

## Використання людиною
Деякі з місцевих назв цього дерева — короніло і квабрахо-мачо. Епітет colorado («кольорове») відрізняє це дерево від решти видів дерев квебрахо. Це дерево має високу комерційну цінність завдяки своїй надзвичайно твердій та довговічній деревині та високому вмісту таніну. 
З початку XX століття це дерево використовується для комерційного виробництва таніну, що призвело до масового вирубування.
Також через повільний ріст дерева та зміну сезонів у Гран-Чако впродовж року цей вид запропоновано для досліджень дендрохронології.